# Big L
Lamont Coleman (n. 30 mai 1974 – d. 15 februarie 1999), cunoscut mai bine după numele lui de scenă, Big L, a fost un rapper american care a adus contribuții mari la muzica orașului New York în anii 1990, ca un membru al formației de hip hop colectiv, D.I.T.C. A murit împușcat înainte de a-și lansa al doilea album, în februarie 1999.

## Biografie
Născut în New York, Big L a crescut într-un Harlem pe care îl menționează frecvent în versurile lui (139th Street & Lenox Avenue). Big L a început să cânte în 1990 și prima apariție profesională a lui a venit în partea-B a "Party Over Here" de Lord Finesse, în 1992. A fost un remix al cântecului "Yes, You May". Pe atunci, L a format grupul Children of the Corn, un grup bazat pe muzica vieții din Harlem, împreună cu MC's Killa Cam, Murda Mase și vărul lui Killa Cam, Bloodshed, în timp ce Darrell "Digga" Branch a produs melodiile lor. Din păcate, grupul s-a despărțit în 1996 când Bloodshed a murit într-un accident rutier. În 1993, L a fost înscris la Columbia Records și și-a scos pe piață primul lui cântec, "Devil's Son".
Albumul de debut al lui Big L, Lifestylez ov da Poor & Dangerous, a fost scos pe piață în Martie 1995. În album se regăsesc mai multe voci, printre care a lui Kid Capri, Lord Finesse, de asemenea și a lui Cam'ron și Jay-Z, pe vremea aceea necunoscuți. 2 Melodii, "M.V.P" și "Put It On", au fost remarcate imediat, ambele ajungând în topul Billboard drept unele din cele mai bune melodii rap. Albumul în sine a ajuns la Billboard 200, dar din cauza vânzărilor puține, Big L a fost scos din Columbia Records.
Big L este considerat de mulți drept unul din cei mai buni rapperi ai tuturor timpurilor, în ciuda morții lui subite, care nu este paralelă cu stilul lui unic de a scrie versuri pline de ponturi neobosite și descrieri a viziunilor lui.
"Think of all the best battle MCs that ever grabbed the mic, think of their punchlines as bullets and think of the MCs as machine guns, now think of L, now think of a gatling gun." (trad: Gândiți-vă la cei mai buni interpreți care au pus vreodată mâna pe microfon, gândiți-vă că ponturile lor sunt niște gloanțe și gândiți-vă că interpreții sunt pistoalele, acum gândiți-vă la L, acum gândiți-vă la un minigun.)

## Discografie
- 1995: Lifestylez ov da Poor & Dangerous
- 2000: The Big Picture